# Ataeniopsis armasi
Ataeniopsis armasi är en skalbaggsart som beskrevs av Fortuné Chalumeau 1982. Ataeniopsis armasi ingår i släktet Ataeniopsis och familjen Aphodiidae. Inga underarter finns listade.